# Wilhelm Gottfried von Jochens
Wilhelm Gottfried von Jochens (* 6. Juli 1769 auf Ellguth bei Stroppen (Kreis Guhrau); † 16. März 1852 in Breslau) war ein preußischer Generalmajor.

## Leben

### Herkunft
Wilhelm von Jochens Eltern waren Daniel Jochens (* 11. April 1730; † 10. April 1821) und dessen Ehefrau Wilhelmine Sophie, geborene von Opitz. Sie war eine Tochter des 1740 geadelten herzoglich Württemberg-Oelsnischen Rates Carl Ferdinand von Opitz. Der Vater war Leutnant in einem Freikorps und später Generalpächter der Güter Ellguth und Schmarke im Herzogtum Oels. Vier Brüder dienten in der Preußischen Armee.

### Militärkarriere
Jochens kam am 20. Februar 1788 als Gefreitenkorporal in das Füsilierbataillon „von Schmidthenner“ der Preußischen Armee. Er avancierte bis Ende April 1790 zum Sekondeleutnant. Im Ersten Koalitionskrieg kämpfte er bei der Belagerung von Verdun sowie in den Gefechten bei Hochheim, Alsheim, Limbach, Tann, Steinbach, Busenberg, Neustadt, Türkheim, Ensbach, Castell und Hochspeier. Im Gefecht bei Deidesheim wurde er verwundet und am 7. Juni 1794 mit dem Orden Pour le Mérite ausgezeichnet.
Am 6. Oktober 1797 kam er als Premierleutnant in das Füsilierbataillon „von Anhalt“. Dort stieg Jochens am 6. November 1804 zum Stabskapitän auf und wurde während des Vierten Koalitionskrieges in der Schlacht bei Jena verwundet. Durch die Niederlage Preußens wurde er 1807 nach dem Frieden von Tilsit mit Halbsold inaktiv gestellt.
Jochens kam Mitte Juni 1811 als Kapitän wieder zur Armee. Am 27. Oktober 1812 wurde er Kreisoffizier der Gendarmerie. Mit Beginn der Befreiungskriege wurde er am 12. Juni 1813 in das III. Bataillon des 1. Schlesischen Infanterie-Regiments Nr. 11 versetzt. Jochens kämpfte in den Schlachten bei Großgörschen, Bautzen, Dresden, Laon, Paris, Ligny, Belle Alliance sowie in den Gefechten bei Haynau, Peterswalde, Nollendorf, Wavre, Namur. Für Haynau erhielt er am 27. Juni 1813 das Eiserne Kreuz II. Klasse, bei Tellnitz wurde er verwundet und mit dem Orden des Heiligen Wladimir IV. Klasse ausgezeichnet. Am 2. Oktober 1815 erhielt Jochens für Namur das Eiserne Kreuz I. Klasse und einen Tag später avancierte er zum Oberstleutnant.
Am 15. November 1816 folgte seine Ernennung zum Kommandeur des 5. Infanterie-Regiments (4. Ostpreußisches) und in dieser Stellung wurde Jochens am 30. März 1823 mit Patent vom 9. April 1823 zum Oberst befördert. Am 29. Juni 1828 wurde er als 2. Kommandant nach Danzig versetzt. Am 20. März 1834 erhielt er seinen Abschied als Generalmajor mit einer jährlichen Pension von 1750 Talern. Am 18. Juli 1844 verlieh ihm König Friedrich Wilhelm IV. anlässlich der 50-jährigen Inhaberschaft die Krone zum Orden Pour le Mérite. Jochens starb am 16. März 1852 in Breslau.
In seiner Beurteilung aus dem Jahr 1819 schrieb der General von Funck: „Vereinigt eine rechte gründliche Kenntnis des Dienstes mit einer vorzüglich guten Methode, das ihm unterstellte Regiment bis ins Detail auszubilden. Führt das Regiment mit Umsicht und Sicherheit, füllt seinen Posten ganz aus und ist in seinem Benehmen sowie in moralischer Hinsicht durch achtungswert.“

### Familie
Jochens heiratete am 30. Juli 1817 in Gnesen Henriette Schramm (* 1794; † 23. August 1831), eine Tochter des Direktors am Domstift in Breslau und bischöflicher Konsistorialrat. Das Paar hatte mehrere Kinder:
- Hermann Joseph Wilhelm (* 7. Februar 1819; † 16. April 1884), Major a. D., zuletzt im Artillerie-Regiment Nr. 4
- Marie Josephine Henriette (* 17. Juli 1821)
- Karl Heinrich Hugo (* 3. Juli 1823)